# Wasilij Ananjicz
Wasilij Jemieljanowiz Ananjicz (ros. Василий Емельянович Ананьич, 3 lutego?/15 lutego 1900 we wsi Turiec w guberni mińskiej, zm. 20 grudnia 1977 w Leningradzie) – radziecki kontradmirał, uczestnik II wojny światowej.	

## Życiorys
W Armii Czerwonej od 1920 roku. Rok później rozpoczął służbę w marynarce wojennej. Ukończył Szkołę Oficerów Politycznych Marynarki Wojennej (1928), Wojskową Akademię Polityczną im. W.I. Lenina (1937), Wyższą Akademię Wojskową (1952).
Przebieg służby: komisarz okrętu podwodnego (1932–1937), komisarz dywizjonu, a następnie brygady okrętów podwodnych (1937–1940). W 1940 roku zastępca szefa Zarządu Politycznego Floty Północnej. 
Podczas wojny z Niemcami brał udział w obronie radzieckiego obszaru podbiegunowego. Od września 1941 roku był członkiem Rady Wojskowej Białomorskiej Flotylli Wojskowej, od lipca 1945 roku był zastępcą szefa Zarządu Politycznego Floty Bałtyckiej. W latach 1953–1957 pracował w szkolnictwie Marynarki Wojennej.

## Odznaczenia
- Order Lenina
- Order Czerwonego Sztandaru (trzykrotnie)
- Order Wojny Ojczyźnianej I klasy (dwukrotnie)
- Order Nachimowa
- Order Czerwonej Gwiazdy
- medale